# 13e étape du Tour d'Espagne 2019
Pour un article plus général, voir Tour d'Espagne 2019.
La 13e étape du Tour d'Espagne 2019 se déroule le vendredi 6 septembre 2019, sous la forme d'une étape de montagne, entre Bilbao et Los Machucos, sur une distance de 167,3 km.

## Résultats

### Classement de l'étape
| \| Classement de l'étape \| Classement de l'étape \| Classement de l'étape \| Classement de l'étape \| Classement de l'étape \| \| Coureur \| Coureur \| Pays \| Équipe \| Temps \| \| --------------------- \| --------------------- \| --------------------- \| --------------------- \| --------------------- \| \| 1er \| Tadej Pogačar \| Slovénie \| UAE Team Emirates \| 4 h 28 min 26 s \| \| 2e \| Primož Roglič \| Slovénie \| Team Jumbo-Visma \| + 0 s \| \| 3e \| Pierre Latour \| France \| AG2R La Mondiale \| + 27 s \| \| 4e \| Alejandro Valverde \| Espagne \| Movistar Team \| + 27 s \| \| 5e \| Nairo Quintana \| Colombie \| Movistar Team \| + 27 s \| \| 6e \| Rafał Majka \| Pologne \| Bora-Hansgrohe \| + 27 s \| \| 7e \| Miguel Ángel López \| Colombie \| Astana \| + 1 min 01 s \| \| 8e \| Gianluca Brambilla \| Italie \| Trek-Segafredo \| + 1 min 08 s \| \| 9e \| Marc Soler \| Espagne \| Movistar Team \| + 1 min 08 s \| \| 10e \| Wilco Kelderman \| Pays-Bas \| Team Sunweb \| + 1 min 08 s \| |                    |          |                   |                 |
| |                    |          |                   |                 |
| Source : ProCyclingStats |                    |          |                   |                 |
| Classement de l'étape |                    |          |                   |                 |
| Coureur | Coureur            | Pays     | Équipe            | Temps           |
| 1er | Tadej Pogačar      | Slovénie | UAE Team Emirates | 4 h 28 min 26 s |
| 2e | Primož Roglič      | Slovénie | Team Jumbo-Visma  | + 0 s           |
| 3e | Pierre Latour      | France   | AG2R La Mondiale  | + 27 s          |
| 4e | Alejandro Valverde | Espagne  | Movistar Team     | + 27 s          |
| 5e | Nairo Quintana     | Colombie | Movistar Team     | + 27 s          |
| 6e | Rafał Majka        | Pologne  | Bora-Hansgrohe    | + 27 s          |
| 7e | Miguel Ángel López | Colombie | Astana            | + 1 min 01 s    |
| 8e | Gianluca Brambilla | Italie   | Trek-Segafredo    | + 1 min 08 s    |
| 9e | Marc Soler         | Espagne  | Movistar Team     | + 1 min 08 s    |
| 10e | Wilco Kelderman    | Pays-Bas | Team Sunweb       | + 1 min 08 s    |

## Classements à l'issue de l'étape

### Classement général
| \| Classement général \| Classement général \| Classement général \| Classement général \| Classement général \| \| Coureur \| Coureur \| Pays \| Équipe \| Temps \| \| ------------------ \| ------------------ \| ------------------ \| -------------------------- \| ------------------ \| \| 1er \| Primož Roglič \| Slovénie \| Team Jumbo-Visma \| 49 h 20 min 28 s \| \| 2e \| Alejandro Valverde \| Espagne \| Movistar Team \| + 2 min 25 s \| \| 3e \| Tadej Pogačar \| Slovénie \| UAE Team Emirates \| + 3 min 01 s \| \| 4e \| Miguel Ángel López \| Colombie \| Astana \| + 3 min 18 s \| \| 5e \| Nairo Quintana \| Colombie \| Movistar Team \| + 3 min 33 s \| \| 6e \| Rafał Majka \| Pologne \| Bora-Hansgrohe \| + 6 min 15 s \| \| 7e \| Nicolas Edet \| France \| Cofidis, Solutions Crédits \| + 7 min 18 s \| \| 8e \| Carl Fredrik Hagen \| Norvège \| Lotto-Soudal \| + 7 min 33 s \| \| 9e \| Wilco Kelderman \| Pays-Bas \| Team Sunweb \| + 7 min 39 s \| \| 10e \| Dylan Teuns \| Belgique \| Bahrain-Merida \| + 9 min 58 s \| |                    |          |                            |                  |
| |                    |          |                            |                  |
| Source : ProCyclingStats |                    |          |                            |                  |
| Classement général |                    |          |                            |                  |
| Coureur | Coureur            | Pays     | Équipe                     | Temps            |
| 1er | Primož Roglič      | Slovénie | Team Jumbo-Visma           | 49 h 20 min 28 s |
| 2e | Alejandro Valverde | Espagne  | Movistar Team              | + 2 min 25 s     |
| 3e | Tadej Pogačar      | Slovénie | UAE Team Emirates          | + 3 min 01 s     |
| 4e | Miguel Ángel López | Colombie | Astana                     | + 3 min 18 s     |
| 5e | Nairo Quintana     | Colombie | Movistar Team              | + 3 min 33 s     |
| 6e | Rafał Majka        | Pologne  | Bora-Hansgrohe             | + 6 min 15 s     |
| 7e | Nicolas Edet       | France   | Cofidis, Solutions Crédits | + 7 min 18 s     |
| 8e | Carl Fredrik Hagen | Norvège  | Lotto-Soudal               | + 7 min 33 s     |
| 9e | Wilco Kelderman    | Pays-Bas | Team Sunweb                | + 7 min 39 s     |
| 10e | Dylan Teuns        | Belgique | Bahrain-Merida             | + 9 min 58 s     |

| Classement par points | Classement par points | Classement par points | Classement par points  | Classement par points |
| Coureur               | Coureur               | Pays                  | Équipe                 | Points                |
| --------------------- | --------------------- | --------------------- | ---------------------- | --------------------- |
| 1er                   | Primož Roglič         | Slovénie              | Team Jumbo-Visma       | 109 pts               |
| 2e                    | Tadej Pogačar         | Slovénie              | UAE Team Emirates      | 86 pts                |
| 3e                    | Nairo Quintana        | Colombie              | Movistar Team          | 82 pts                |
| 4e                    | Alejandro Valverde    | Espagne               | Movistar Team          | 75 pts                |
| 5e                    | Alex Aranburu         | Espagne               | Caja Rural-Seguros RGA | 52 pts                |
| 6e                    | Miguel Ángel López    | Colombie              | Astana                 | 51 pts                |
| 7e                    | Sam Bennett           | Irlande               | Bora-Hansgrohe         | 45 pts                |
| 8e                    | Pierre Latour         | France                | AG2R La Mondiale       | 40 pts                |
| 9e                    | Nikias Arndt          | Allemagne             | Team Sunweb            | 39 pts                |
| 10e                   | Dylan Teuns           | Belgique              | Bahrain-Merida         | 37 pts                |

| Classement par points | Classement par points | Classement par points | Classement par points  | Classement par points |
| Coureur               | Coureur               | Pays                  | Équipe                 | Points                |
| --------------------- | --------------------- | --------------------- | ---------------------- | --------------------- |
| 1er                   | Primož Roglič         | Slovénie              | Team Jumbo-Visma       | 109 pts               |
| 2e                    | Tadej Pogačar         | Slovénie              | UAE Team Emirates      | 86 pts                |
| 3e                    | Nairo Quintana        | Colombie              | Movistar Team          | 82 pts                |
| 4e                    | Alejandro Valverde    | Espagne               | Movistar Team          | 75 pts                |
| 5e                    | Alex Aranburu         | Espagne               | Caja Rural-Seguros RGA | 52 pts                |
| 6e                    | Miguel Ángel López    | Colombie              | Astana                 | 51 pts                |
| 7e                    | Sam Bennett           | Irlande               | Bora-Hansgrohe         | 45 pts                |
| 8e                    | Pierre Latour         | France                | AG2R La Mondiale       | 40 pts                |
| 9e                    | Nikias Arndt          | Allemagne             | Team Sunweb            | 39 pts                |
| 10e                   | Dylan Teuns           | Belgique              | Bahrain-Merida         | 37 pts                |

| Classement de la montagne | Classement de la montagne | Classement de la montagne | Classement de la montagne     | Classement de la montagne |
| Coureur                   | Coureur                   | Pays                      | Équipe                        | Points                    |
| ------------------------- | ------------------------- | ------------------------- | ----------------------------- | ------------------------- |
| 1er                       | Ángel Madrazo             | Espagne                   | Burgos-BH                     | 32 pts                    |
| 2e                        | Geoffrey Bouchard         | France                    | AG2R La Mondiale              | 30 pts                    |
| 3e                        | Tadej Pogačar             | Slovénie                  | UAE Team Emirates             | 25 pts                    |
| 4e                        | Alejandro Valverde        | Espagne                   | Movistar Team                 | 22 pts                    |
| 5e                        | Sergio Henao              | Colombie                  | UAE Team Emirates             | 21 pts                    |
| 6e                        | Primož Roglič             | Slovénie                  | Team Jumbo-Visma              | 20 pts                    |
| 7e                        | Wout Poels                | Pays-Bas                  | Team Ineos                    | 17 pts                    |
| 8e                        | Jesús Herrada             | Espagne                   | Cofidis, Solutions Crédits    | 17 pts                    |
| 9e                        | Mikel Bizkarra            | Espagne                   | Euskadi Basque Country-Murias | 16 pts                    |
| 10e                       | Jetse Bol                 | Pays-Bas                  | Burgos-BH                     | 11 pts                    |

| Classement de la montagne | Classement de la montagne | Classement de la montagne | Classement de la montagne     | Classement de la montagne |
| Coureur                   | Coureur                   | Pays                      | Équipe                        | Points                    |
| ------------------------- | ------------------------- | ------------------------- | ----------------------------- | ------------------------- |
| 1er                       | Ángel Madrazo             | Espagne                   | Burgos-BH                     | 32 pts                    |
| 2e                        | Geoffrey Bouchard         | France                    | AG2R La Mondiale              | 30 pts                    |
| 3e                        | Tadej Pogačar             | Slovénie                  | UAE Team Emirates             | 25 pts                    |
| 4e                        | Alejandro Valverde        | Espagne                   | Movistar Team                 | 22 pts                    |
| 5e                        | Sergio Henao              | Colombie                  | UAE Team Emirates             | 21 pts                    |
| 6e                        | Primož Roglič             | Slovénie                  | Team Jumbo-Visma              | 20 pts                    |
| 7e                        | Wout Poels                | Pays-Bas                  | Team Ineos                    | 17 pts                    |
| 8e                        | Jesús Herrada             | Espagne                   | Cofidis, Solutions Crédits    | 17 pts                    |
| 9e                        | Mikel Bizkarra            | Espagne                   | Euskadi Basque Country-Murias | 16 pts                    |
| 10e                       | Jetse Bol                 | Pays-Bas                  | Burgos-BH                     | 11 pts                    |

| Classement du meilleur jeune | Classement du meilleur jeune | Classement du meilleur jeune | Classement du meilleur jeune | Classement du meilleur jeune |
| Coureur                      | Coureur                      | Pays                         | Équipe                       | Temps                        |
| ---------------------------- | ---------------------------- | ---------------------------- | ---------------------------- | ---------------------------- |
| 1er                          | Tadej Pogačar                | Slovénie                     | UAE Team Emirates            | 49 h 23 min 29 s             |
| 2e                           | Miguel Ángel López           | Colombie                     | Astana                       | + 17 s                       |
| 3e                           | Sergio Higuita               | Colombie                     | EF Education First           | + 8 min 51 s                 |
| 4e                           | James Knox                   | Royaume-Uni                  | Deceuninck-Quick Step        | + 13 min 45 s                |
| 5e                           | Ruben Guerreiro              | Portugal                     | Katusha-Alpecin              | + 15 min 12 s                |
| 6e                           | Kilian Frankiny              | Suisse                       | Groupama-FDJ                 | + 17 min 40 s                |
| 7e                           | Amanuel Ghebreigzabhier      | Érythrée                     | Dimension Data               | + 35 min 11 s                |
| 8e                           | Niklas Eg                    | Danemark                     | Trek-Segafredo               | + 35 min 38 s                |
| 9e                           | Ben O'Connor                 | Australie                    | Dimension Data               | + 36 min 49 s                |
| 10e                          | Sepp Kuss                    | États-Unis                   | Team Jumbo-Visma             | + 38 min 07 s                |

| Classement du meilleur jeune | Classement du meilleur jeune | Classement du meilleur jeune | Classement du meilleur jeune | Classement du meilleur jeune |
| Coureur                      | Coureur                      | Pays                         | Équipe                       | Temps                        |
| ---------------------------- | ---------------------------- | ---------------------------- | ---------------------------- | ---------------------------- |
| 1er                          | Tadej Pogačar                | Slovénie                     | UAE Team Emirates            | 49 h 23 min 29 s             |
| 2e                           | Miguel Ángel López           | Colombie                     | Astana                       | + 17 s                       |
| 3e                           | Sergio Higuita               | Colombie                     | EF Education First           | + 8 min 51 s                 |
| 4e                           | James Knox                   | Royaume-Uni                  | Deceuninck-Quick Step        | + 13 min 45 s                |
| 5e                           | Ruben Guerreiro              | Portugal                     | Katusha-Alpecin              | + 15 min 12 s                |
| 6e                           | Kilian Frankiny              | Suisse                       | Groupama-FDJ                 | + 17 min 40 s                |
| 7e                           | Amanuel Ghebreigzabhier      | Érythrée                     | Dimension Data               | + 35 min 11 s                |
| 8e                           | Niklas Eg                    | Danemark                     | Trek-Segafredo               | + 35 min 38 s                |
| 9e                           | Ben O'Connor                 | Australie                    | Dimension Data               | + 36 min 49 s                |
| 10e                          | Sepp Kuss                    | États-Unis                   | Team Jumbo-Visma             | + 38 min 07 s                |

| Classement par équipes | Classement par équipes        | Classement par équipes | Classement par équipes |
| Équipe                 | Équipe                        | Pays                   | Temps                  |
| ---------------------- | ----------------------------- | ---------------------- | ---------------------- |
| 1re                    | Movistar Team                 | Espagne                | 147 h 10 min 03 s      |
| 2e                     | Astana                        | Kazakhstan             | + 25 min 51 s          |
| 3e                     | Team Jumbo-Visma              | Pays-Bas               | + 43 min 44 s          |
| 4e                     | Mitchelton-Scott              | Australie              | + 1 h 17 min 48 s      |
| 5e                     | AG2R La Mondiale              | France                 | + 1 h 24 min 51 s      |
| 6e                     | Trek-Segafredo                | États-Unis             | + 1 h 48 min 20 s      |
| 7e                     | Euskadi Basque Country-Murias | Espagne                | + 1 h 57 min 49 s      |
| 8e                     | Bahrain-Merida                | Bahreïn                | + 2 h 00 min 30 s      |
| 9e                     | Cofidis, Solutions Crédits    | France                 | + 2 h 03 min 07 s      |
| 10e                    | UAE Team Emirates             | Émirats arabes unis    | + 2 h 04 min 50 s      |

| Classement par équipes | Classement par équipes        | Classement par équipes | Classement par équipes |
| Équipe                 | Équipe                        | Pays                   | Temps                  |
| ---------------------- | ----------------------------- | ---------------------- | ---------------------- |
| 1re                    | Movistar Team                 | Espagne                | 147 h 10 min 03 s      |
| 2e                     | Astana                        | Kazakhstan             | + 25 min 51 s          |
| 3e                     | Team Jumbo-Visma              | Pays-Bas               | + 43 min 44 s          |
| 4e                     | Mitchelton-Scott              | Australie              | + 1 h 17 min 48 s      |
| 5e                     | AG2R La Mondiale              | France                 | + 1 h 24 min 51 s      |
| 6e                     | Trek-Segafredo                | États-Unis             | + 1 h 48 min 20 s      |
| 7e                     | Euskadi Basque Country-Murias | Espagne                | + 1 h 57 min 49 s      |
| 8e                     | Bahrain-Merida                | Bahreïn                | + 2 h 00 min 30 s      |
| 9e                     | Cofidis, Solutions Crédits    | France                 | + 2 h 03 min 07 s      |
| 10e                    | UAE Team Emirates             | Émirats arabes unis    | + 2 h 04 min 50 s      |